# Interstate 295 (Floride)
Pour les articles homonymes, voir Interstate 295.
L'interstate 295 (I-295) est une autoroute inter-États du nord-est de la Floride. Elle sert au contournement de la ville de Jacksonville. Avec ses 98 kilomètres, elle est l'une des plus longues interstates à trois chiffres au pays. Autoroute auxiliaire de l'I-95, elle est communément appelée la Jacksonville Beltway. L'I-295 est située entièrement dans la ville de Jacksonville.

## Tracé

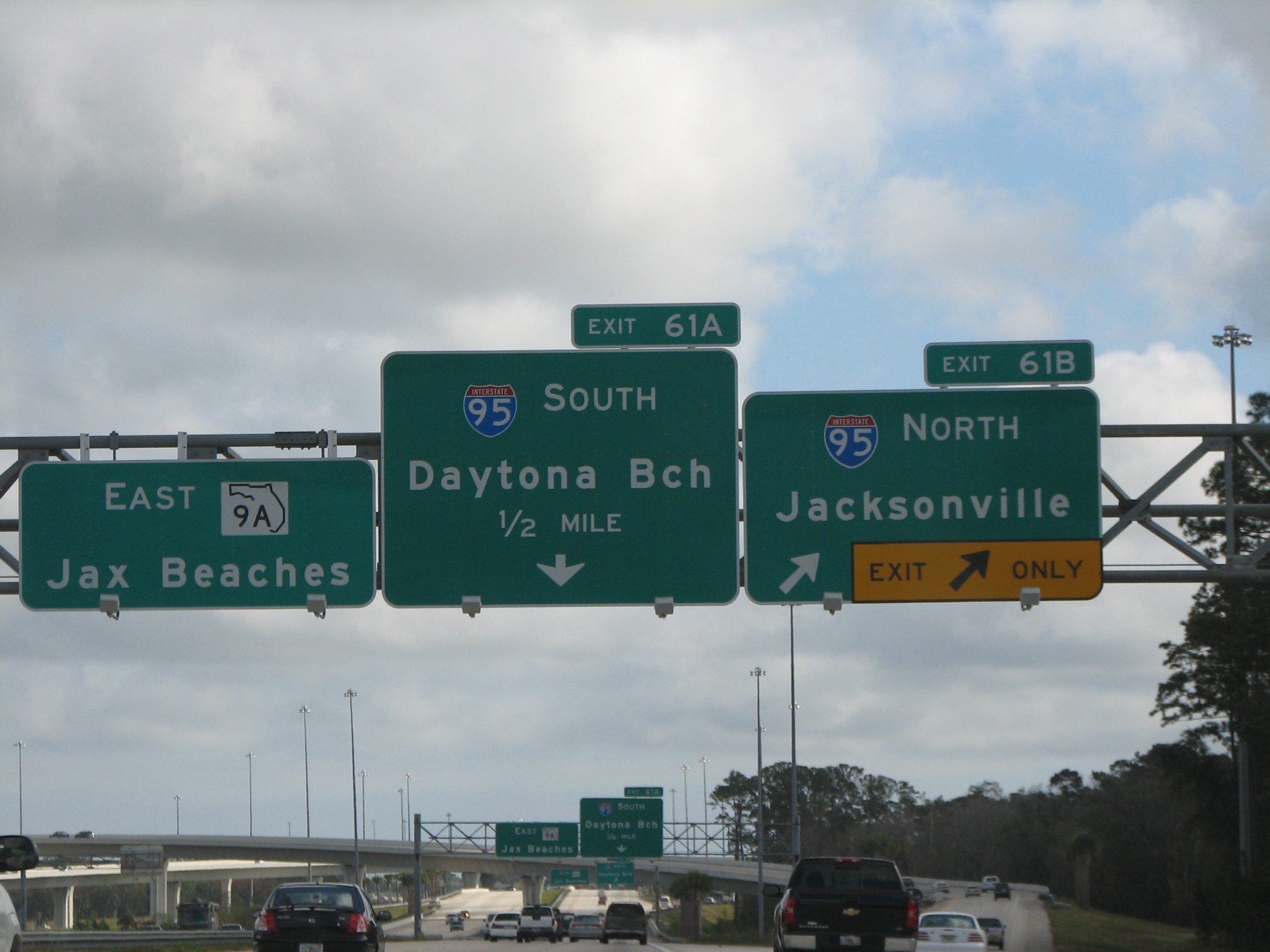
L'interstate 295 à sa jonction avec l'Interstate 95 au sud de Jacksonville. Au moment où l'illustration a été prise, cet endroit était le terminus sud de l'Interstate 295, et elle continuait en tant que route 9A.

Le mile 0 de l'I-295 est situé à sa jonction sud avec l'I-95, au sud de la ville. Elle se dirige d'abord vers l'ouest-nord-ouest sur 5 miles, puis elle traverse le fleuve Saint Johns sur le Bruckner Bridge. À l'autre extrémité du fleuve, elle passe au sud de la station navale de Jacksonville, puis suit de très près la limite du comté entre les miles 10 et 11, la ville d'Orange Park étant situé juste au sud. Au mile 13, elle bifurque vers le nord pour traverser le sud-ouest de Jacksonville dans un axe nord-sud. Au mile 21, elle croise l'I-10 vers le centre-ville de Jacksonville ou vers Lake City. Elle continue par la suite de se diriger vers le nord pour 7 miles, puis tourne vers le nord-est jusqu'au mile 32, où elle passe au sud de l'Aéroport international de Jacksonville. Au mile 33, elle tourne vers l'est pour contourner le nord de la ville. Deux miles plus à l'est, elle croise à nouveau l'I-95, vers la Géorgie ou vers Jacksonville, puis elle continue de traverser le nord-est de Jacksonville jusqu'au mile 41. Elle bifurque alors vers le sud pour traverser à nouveau le fleuve Saint Johns sur le Dames Point Bridge. Elle se dirige par la suite vers le sud jusqu'au mile 57 en croisant plusieurs artères ouest-est qui relient Jacksonville à la côte de l'océan Atlantique et à Jacksonville Beach. 
Au mile 57, elle croise la SR 9B et la US 1. Elle revient au point d'origine (jonction avec l'I-95) au mile 61.

## Historique

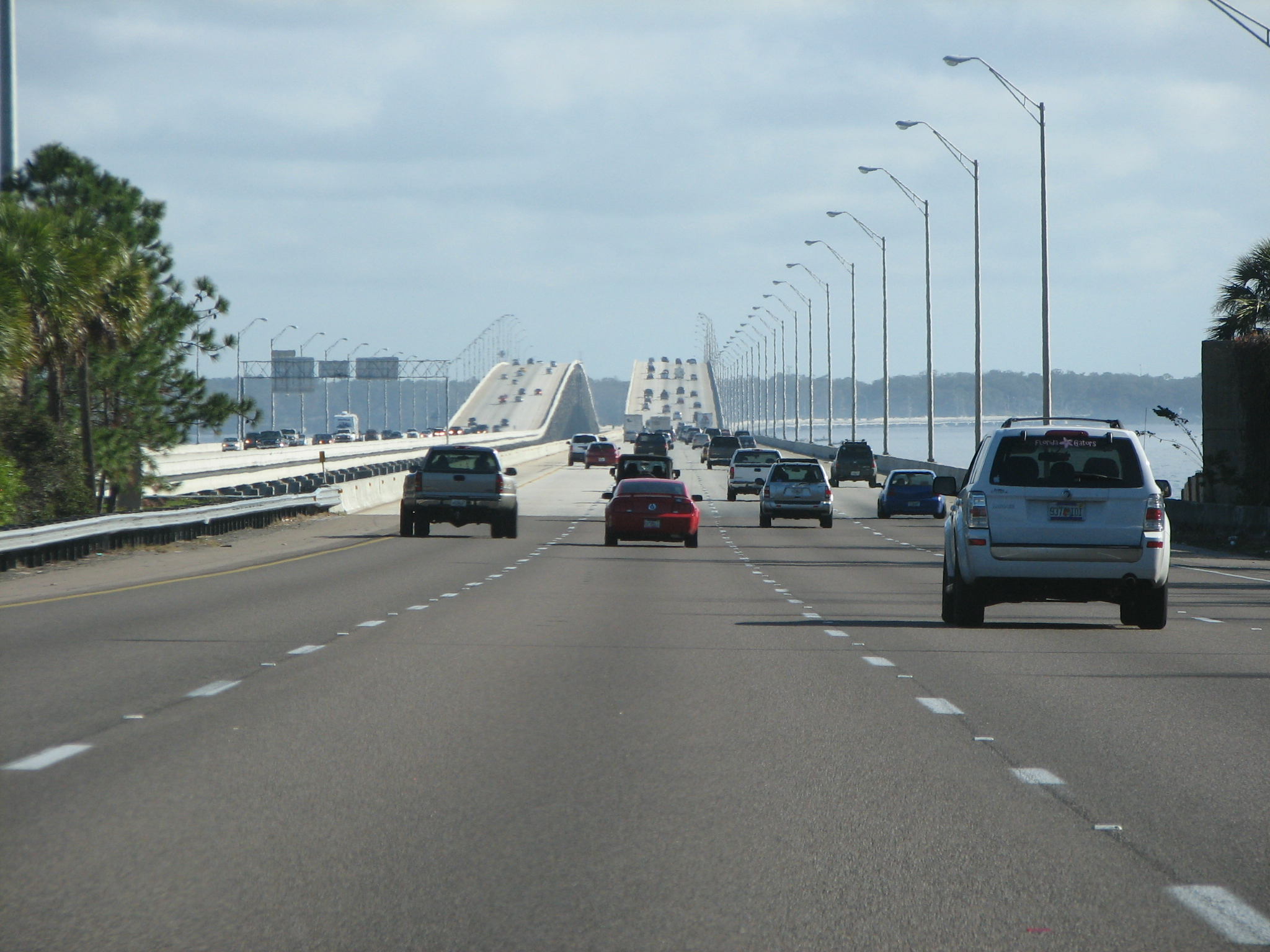
Le Bruckman Bridge qui transporte l'Interstate 295 au sud de Jacksonville.

Le trajet actuel de l'I-295 apparaît sur les cartes dès 1967, en tant qu'une autoroute de contournement autour du centre de Jacksonville, avec la première section entre l'I-95 dans le sud du comté de Duval et la sortie 16 (sud-ouest de Jacksonville) qui ouvrit en 1970. Trois ans plus tard, un segment de ce point jusqu'à l'I-10 ouvrit. La section entre l'I-10 et la Commonwealth Avenue (sortie 22) ouvrit en 1975, et finalement, l'ouverture de l'I-295 jusqu'à l'I-95 dans le nord de Jacksonville en 1977, ce qui compléta la boucle à l'ouest de Jacksonville.
La section à l'est eut sa première section ouverte depuis l'I-95 au nord de Jacksonville jusqu'à la US 17 (sortie 36) en 1983. La moitié est de la boucle était initialement une route de type « Super-2 » avec quelques feux de circulation installés vers la fin des années 1980, et ne fut pas améliorée pour atteindre les standards autoroutiers des Interstates. Le pont Dames Point était désigné entre 1990 et 1993 comme l'I-295, mais elle fut changée pour la route 9A. Les sections finales de la 9A furent complétées en 2006, créant ainsi une boucle complète autour de Jacksonville. Plusieurs sections qui n'était pas des autoroutes furent améliorées pour qu'elle soit considérée comme une Interstate en 2009.
La Federal Highway Administration accepta la désignation Interstate 295 sur la partie est de la boucle en 2010.
Le 4 décembre 2011, les deux moitiés de la boucle obtenurent leur désignation actuelle, la West Beltway (toute l'ancienne I-295), et la East Beltway (l'ancienne route 9A). La East Beltway fut officiellement numérotée I-295, amenant ainsi l'I-295 à effectuer la boucle complète autour de Jacksonville, tandis que la route 9A demeurera en tant que désignation cachée pour la FDOT.

## Liste des sorties
| Interstate 295                          |              |            |            |                                                  | | |
| Comté                                   | Municipalité | mi         | km         | Sortie                                           | Intersections / Destinations                                                                                    | Notes |
| Duval                                   | Jacksonville | 60,86–0,00 | 97,95–0,00 | 61                                               | I-95 – Daytona Beach, Jacksonville                                                                              | Indiqué sortie 61A (sud) et 61B (nord); transition entre East Beltway et West Beltway; sortie 337 de l'I-95 |
| Duval                                   | Jacksonville | 2,89       | 4,65       | 3                                                | Old St. Augustine Road                                                                                          | |
| Duval                                   | Jacksonville | 4,69       | 7,55       | 5                                                | SR 13 (en) (San Jose Boulevard)                                                                                 | Indiqué sortie 5A (nord) et 5B (sud) dans le sens horaire                                                   |
| Duval                                   | Jacksonville | 5,51       | 8,86       | Pont Bruckman au-dessus du fleuve Saint Johns    | Pont Bruckman au-dessus du fleuve Saint Johns                                                                   | Pont Bruckman au-dessus du fleuve Saint Johns                                                               |
| Duval                                   | Jacksonville | 9,42       | 15,15      | 10                                               | US 17 (Roosevelt Boulevard nord / Park Avenue sud) – Orange Park, Station navale de Jacksonville                | |
| Duval                                   | Jacksonville | 11,52      | 18,54      | 12                                               | SR 21 (en) (Blanding Boulevard) / Collins Road – Orange Park Mall                                               | |
| Duval                                   | Jacksonville | 15,74      | 25,33      | 16                                               | SR 134 (en) (103rd Street)                                                                                      | |
| Duval                                   | Jacksonville | 17,26      | 27,78      | 17                                               | SR 208 (en) (Wilson Boulevard)                                                                                  | |
| Duval                                   | Jacksonville | 19,22      | 30,94      | 19                                               | SR 228 (en) (Normandy Boulevard)                                                                                | |
| Duval                                   | Jacksonville | 20,43      | 32,89      | 21                                               | I-10 – Jacksonville, Lake City                                                                                  | Indiqué sortie 21A (est) et 21B (ouest); sortie 356 de l'I-10                                               |
| Duval                                   | Jacksonville | 22,02      | 35,44      | 22                                               | Commonwealth Avenue                                                                                             | |
| Duval                                   | Jacksonville | 24,52      | 39,47      | 25                                               | Pritchard Road                                                                                                  | |
| Duval                                   | Jacksonville | 27,48      | 44,23      | 28                                               | US 1 / US 23 (New Kings Road) – Callahan                                                                        | Indiqué sortie 28A (sud) et 28B (nord)                                                                      |
| Duval                                   | Jacksonville | 29,82      | 47,98      | 30                                               | SR 104 (en) (Dunn Avenue)                                                                                       | |
| Duval                                   | Jacksonville | 31,47      | 50,64      | 32                                               | SR 115 (en) (Lem Turner Road)                                                                                   | |
| Duval                                   | Jacksonville | 33,13      | 53,31      | 33                                               | International Airport Boulevard / Duval Road – Aéroport international de Jacksonville                           | |
| Duval                                   | Jacksonville | 34,89      | 56,14      | 35                                               | I-95 – Jacksonville, Aéroport international de Jacksonville, Savannah                                           | Indiqué sortie 35A (sud) et 35B (nord); transition entre West Beltway et East Beltway; sortie 362 de l'I-95 |
| Duval                                   | Jacksonville | 35,71      | 57,46      | 36                                               | US 17 (Main Street)                                                                                             | |
| Duval                                   | Jacksonville | 37,25      | 59,95      | 37                                               | Pulaski Road | |
| Duval                                   | Jacksonville | 39,53      | 63,62      | 40                                               | Alta Drive | |
| Duval                                   | Jacksonville | 41,31      | 66,47      | 41                                               | SR 105 (en) (Zoo Parkway / Heckscher Drive) – Port de Jacksonville, Zoo de Jacksonville                         | |
| Duval                                   | Jacksonville | 42,67      | 68,66      | Pont Dames Point au-dessus du fleuve Saint Johns | Pont Dames Point au-dessus du fleuve Saint Johns                                                                | Pont Dames Point au-dessus du fleuve Saint Johns                                                            |
| Duval                                   | Jacksonville | 45,17      | 72,69      | 45                                               | SR 113 (en) sud (Southside Connector sud) / Merrill Road est vers SR 116 (en)                                   | Sortie direction sud, entrée direction nord                                                                 |
| Duval                                   | Jacksonville | 45,59      | 73,37      | 46                                               | Merrill Road west – Université de Jacksonville                                                                  | |
| Duval                                   | Jacksonville | 46,73      | 75,20      | 47                                               | Monument Road – Base navale de Mayport, Regency Square Mall, Timucuan Preserve, Fort Caroline National Memorial | |
| Duval                                   | Jacksonville | 48,18      | 77,54      | 48                                               | SR 10 (en) (Atlantic Boulevard)                                                                                 | |
| Duval                                   | Jacksonville | 48,75      | 78,45      | 49                                               | St. Johns Bluff Road                                                                                            | Sortie direction nord, entrée direction sud                                                                 |
| Duval                                   | Jacksonville | 50,78      | 81,72      | 51                                               | US 90 (Beach Boulevard) – Jacksonville, Plages de Jacksonville                                                  | |
| Duval                                   | Jacksonville | 52,05      | 83,77      | 52                                               | University of North Florida Drive / Town Center Parkway                                                         | |
| Duval                                   | Jacksonville | 53,16      | 85,55      | 53                                               | SR 202 (en) (Butler Boulevard) vers I‑95 – Jacksonville, Plages de Jacksonville                                 | Indiqué sortie 53A (ouest) et 53B (est) en sens anti-horaire                                                |
| Duval                                   | Jacksonville | 54,34      | 87,45      | 54                                               | Gate Parkway | |
| Duval                                   | Jacksonville | 55,72      | 89,67      | 56                                               | SR 152 (en) (Baymeadows Road)                                                                                   | |
| Duval                                   | Jacksonville | 57,65      | 92,78      | 58                                               | SR 9B sud / I-795 sud vers US 1 / I-95 – St. Augustine                                                          | Sortie direction sud, entrée direction nord                                                                 |
| Duval                                   | Jacksonville | 60,04      | 96,62      | 60                                               | US 1 (Philips Highway)                                                                                          | |
| Duval                                   | Jacksonville | 60,86–0,00 | 97,95–0,00 | 61                                               | I-95 – Daytona Beach, Jacksonville                                                                              | Indiqué sortie 61A (sud) et 61B (nord); transition entre East Beltway et West Beltway; sortie 337 de l'I-95 |
| - Accès incomplet - Transition de route |              |            |            |                                                  | | |